# (6987) Onioshidashi
(6987) Onioshidashi est un astéroïde de la ceinture principale.

## Description
(6987) Onioshidashi est un astéroïde de la ceinture principale. Il fut découvert le 25 novembre 1994 à Oizumi par Takao Kobayashi. Il présente une orbite caractérisée par un demi-grand axe de 2,79 UA, une excentricité de 0,05 et une inclinaison de 3,0° par rapport à l'écliptique.

## Compléments